# ホセ・シャフェル
ホセ・アントニオ・シャフェル（José Antonio Shaffer, 1985年12月16日 - ）は、アルゼンチン・コルドバ出身の元サッカー選手。現役時代のポジションはディフェンダー（左サイドバック）。

## 経歴
ラシン・クルブの下部組織出身。2006年、スウェーデンのIFKヨーテボリに1年間の期限付き移籍をした。2009年6月27日、4年契約でSLベンフィカに完全移籍した。